# 朱湘
朱湘（1904年—1933年12月5日），字子沅，安徽太湖人，生于湖南沅陵，中國現代詩人，新月派重要作家。

## 生平
清華大學畢業，在校時參加文學研究會，開始新詩創作。1927年留學美國，就讀於勞倫斯大學，學習西洋文學。因個性直率、自尊強烈，不能容忍白人教授、同學歧視，後轉學至芝加哥大學，又轉俄亥俄大學。1930年回國任安徽大學（現安徽師範大學）英文文學系主任，1932年因與校方有衝突而辭職，從此他以寫作賣文為生。
由於他個性孤傲，長期失業，又患上脑充血病，最終在上海往南京的渡輪上投江自殺，死時年僅29歲。

## 著作
- 《夏天》（詩集，1925年商務印書館出版）
- 《草莽集》（詩集，1927年開明書店出版；1998年北京人民文學出版社再版）
- 《石門集》（詩集，1934年商務印書館出版）
- 《永言集》（詩集，1936年時代圖書公司出版）
- 《中書集》（文集，1934年生活書店出版；1993年北京中國文聯出版公司再版）
- 《文學閒談》（文集，1934年北新書店出版；1978年台北洪範書店再版）
- 《海外寄霓君》（留美期間寄妻劉霓君之家書，1934年北新書店出版；1977年台北洪範書店再版）
- 《朱湘書信集》（書信，羅念生編，1936年大公報出版）
- 《路曼尼亞民歌一斑》（翻譯，1924年商務印書館出版）
- 《近代英國小說集》（翻譯，北新書店出版）
- 《番石榴集》（譯詩集，1936年商務印書館出版）

## 外部連結
- 論朱湘的詩 （页面存档备份，存于）
- 問世間情為何物：不該被遺忘的天才詩人 （页面存档备份，存于）
- 沒有了愛情，靈魂將無處安放
- 留学民族主义——朱湘的留美之怒 （页面存档备份，存于）